# Señor territorial

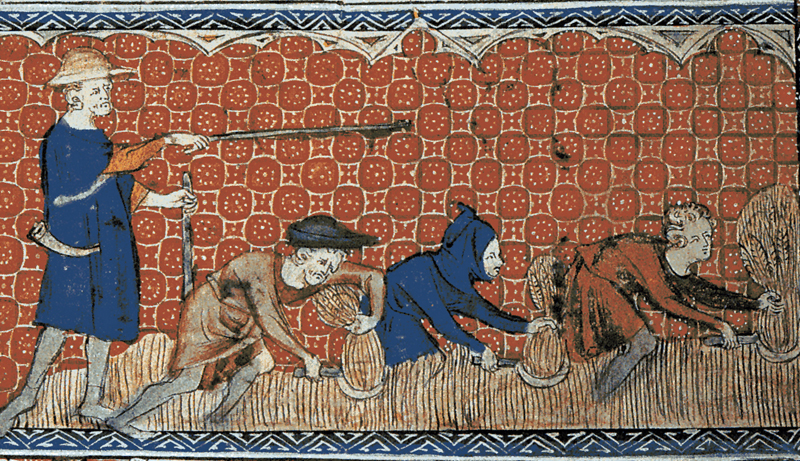
Ilustración medieval de hombres cosechando trigo con hoces o garfios, en una página del calendario para agosto.

Un señor territorial (en alemán: Landesherr) era un gobernante en el período que comenzó con la Alta Edad Media, que ejercía la soberanía efectiva sobre un territorio como monarca. Tal señor tenía la más alta autoridad o dominio en un estado o territorio. En general, era un miembro de la alta aristocracia (Hochadel) o del clero que era el titular del título o el cargo de un estado existente o constituyente a través de la costumbre de la primogenitura o la ley feudal.
En el Sacro Imperio Romano, los señores de los Estados miembros individuales, los estados imperiales o Reichsstände (excluyendo al emperador), eran los señores territoriales de las regiones gobernadas por ellos. Durante la Alta Edad Media, el sistema se expandió aún más cuando los señores comenzaron a reclamar territorios, lo cual se realizó otorgando a los vasallos jurisdicción sobre las tierras adquiridas. También se sugiere que este desarrollo llevó a la libertad de los campesinos, ya que hubo casos en que se les otorgó la libertad y, en la práctica, la propiedad de la tierra. It is also suggested that this development has led to the freedom of the peasants since there were instances where they were granted freedom and, in practice, ownership of the land.

## Autoridad
El señor territorial usualmente tenía los derechos de acuñación y jurisdicción sobre su dominio. Un requisito previo para ser un señor territorial era la combinación de la propiedad y la propiedad de los bienes, así como la soberanía en una persona como un concepto legal unificado. La dominación económica de los señores, particularmente en los territorios de Europa occidental, se puede ver en la forma en que la propiedad de los molinos estaba en sus manos. Esto aseguró la dependencia del campesinado ya que se vieron obligados a moler sus granos en el molino de su señor.
Un informe citó que un fenómeno excepcionalmente bueno que resultó de la aparición de los señores territoriales fue la forma en la que ellos se manifestaron para reclamar el dominio, lo que implicaba la responsabilidad de los prósperos bosques de Europa de hoy. Estos príncipes, basados en la historia forestal disponible, se convirtieron en una base del poder político y, por lo tanto, no solo se subsumieron dentro de un territorio sino que también se protegieron en lugar de simplemente destruir. Esto fue significativo porque protegió los grandes bosques del creciente apetito por la madera de la emergente industria minera, particularmente en Alemania.